# Carrick Rangers FC
Carrick Rangers is een Noord-Ierse voetbalclub uit Carrickfergus.
De club werd in 1939 opgericht en won in 1976 de beker, zonder in de hoogste klasse te spelen. In 1983 werd de club toegelaten in de hoogste klasse. In het eerste jaar werd de club laatste maar haalde wel de bekerfinale en verloor die met 1-4 van Ballymena United. Ook de volgende seizoenen werd Carrick laatste, pas in 1987 ging het beter met een 12de plaats. Twee jaar later werden ze 8ste, daarna ging het weer bergaf. In 1995 werd de bekerfinale opnieuw gehaald, dit keer was Linfield FC echter te sterk. Door een inkrimping van de competitie moest de club dat seizoen ook degraderen. In 2011 werd de club kampioen in de IFA Championship 1 en promoveerde. Een jaar later degradeerde de club weer terug. In 2015 werd Carrick kampioen en promoveerde weer naar de Premiership. Dit keer hield de club het drie seizoenen vol op het hoogste niveau. Nadat Carrick in 2017 ontsnapte aan degradatie door de play-offs tegen Institute FC te winnen, verloor het een seizoen later de play-offs tegen Newry City AFC en degradeerde weer naar de Championship. Dankzij de tweede plaats in het seizoen 2018/19 en het winnen van de play-offs tegen Ards FC speelt Carrick Rangers momenteel weer in de Premiership.

## Erelijst
- Irish Cup

Winnaar: 1976
Finalist: 1984, 1995
- NIFL Championship: 1962, 1973, 1975, 1977, 1979, 1983, 2011, 2015

## Eindklasseringen
| 14 |

| 14 |

| 14 |

| 12 |

| 13 |

| 8 |

| 10 |

| 15 |

| 16 |

| 9 |

| 13 |

| 13 |

| 6 |

| 8 |

| 8 |

| 6 |

| 9 |

| 10 |

| 8 |

| 6 |

| 7 |

| 10 |

| 7 |

| 4 |

| 6 |

| 10 |

| 5 |

| 1 |

| 12 |

| 5 |

| 5 |

| 1 |

| 10 |

| 11 |

| 11 |

| 2 |

| 8 |

| 11 |

| 10 |

| 8 |

| 7 |

| 11 |

| NIFL Premiership | NIFL Championship | NIFL Premier Intermediate League |

De drie NIFL-divisies hebben in de loop der jaren diverse namen gekend, zie Northern Ireland football league system

## Seizoensresultaten vanaf 1996
| Seizoen | Competitie                  | Niveau | Eindstand | Irisch Cup | League Cup | Opmerking                                                                 |
| ------- | --------------------------- | ------ | --------- | ---------- | ---------- | ------------------------------------------------------------------------- |
| 1995/96 | Irish League First Division | II     | 6         | 1/4F       | 1/4F       |                                                                           |
| 1996/97 | Irish League First Division | II     | 8         | R5         | 1/4F       |                                                                           |
| 1997/98 | Irish League First Division | II     | 8         | R5         | R1         |                                                                           |
| 1998/99 | Irish League First Division | II     | 6         | 1/4F       | 1/2F       |                                                                           |
| 1999/00 | Irish League First Division | II     | 9         | R5         | vr         |                                                                           |
| 2000/01 | Irish League First Division | II     | 10        | R6         | r1         |                                                                           |
| 2001/02 | Irish League First Division | II     | 8         | R6         | 1/2F       |                                                                           |
| 2002/03 | Irish League First Division | II     | 6         | R5         | Groep      |                                                                           |
| 2003/04 | Irish First Division        | II     | 7         | r5         | --         |                                                                           |
| 2004/05 | Irish First Division        | II     | 10        | R5         | --         |                                                                           |
| 2005/06 | Irish First Division        | II     | 7         | R6         | --         |                                                                           |
| 2006/07 | Irish First Division        | II     | 4         | R5         | --         |                                                                           |
| 2007/08 | Irish First Division        | II     | 6         | R5         | --         |                                                                           |
| 2008/09 | IFA Championship            | II     | 10        | R4         | R3         |                                                                           |
| 2009/10 | IFA Championship            | II     | 5         | R5         | R2         |                                                                           |
| 2010/11 | IFA Championship            | II     | 1         | R6         | R3         |                                                                           |
| 2011/12 | NIFL Premiership            | I      | 12        | R6         | 1/4F       |                                                                           |
| 2012/13 | IFA Championship            | II     | 5         | R4         | R3         |                                                                           |
| 2013/14 | NIFL Championship           | II     | 5         | R6         | R1         |                                                                           |
| 2014/15 | NIFL Championship           | II     | 1         | 1/4F       | R3         |                                                                           |
| 2015/16 | NIFL Premiership            | I      | 10        | 1/4F       | R3         |                                                                           |
| 2016/17 | NIFL Premiership            | I      | 11        | R5         | F          | Finale LC > Ballymena United FC: 0-2; P/D > Institute FC: 1-1 (U)/4-1 (T) |
| 2017/18 | NIFL Premiership            | I      | 11        | R5         | 1/4F       | P/D > Newry City AFC: 2-3 (U)/1-3 (T)                                     |
| 2018/19 | NIFL Championship           | II     | 2         | R6         | R3         | P/D > Portadown FC: 2-0 (T); Ards FC: 1-0 (T)/2-1 (U)                     |
| 2019/20 | NIFL Premiership            | I      | 8         | R6         | R2         | Seizoen na 31 wedstrijden afgebroken vanwege Coronapandemie               |
| 2020/21 | NIFL Premiership            | I      | 11        | 1/4F       | --         |                                                                           |
| 2021/22 | NIFL Premiership            | I      | 10        | R2         | R3         |                                                                           |
| 2022/23 | NIFL Premiership            | I      | 8         | R5         | R2         |                                                                           |
| 2023/24 | NIFL Premiership            | I      | 7         | R5         | R2         | PO deelname Conference League > Crusaders FC: 1-3 (U)                     |
| 2024/25 | NIFL Premiership            | I      | 11        | 1/4F       | R1         | P/D > Annagh United FC: 5-2 (U)/3-1 (T)                                   |
| 2025/26 | NIFL Premiership            | I      | .         |            |            |                                                                           |

## Carrick in Europa
#Q = #kwalificatieronde, #R = #ronde, 1/8 = achtste finale, T/U = Thuis/Uit, W = Wedstrijd, PUC = punten UEFA coëfficiënten .
Uitslagen vanuit gezichtspunt Carrick Rangers
| Seizoen | Competitie   | Ronde | Land               | Club           | Totaalscore | 1e W    | 2e W    | PUC |
| ------- | ------------ | ----- | ------------------ | -------------- | ----------- | ------- | ------- | --- |
| 1976/77 | Europacup II | 1R    | Vlag van Luxemburg | Aris Bonnevoie | 4-3         | 3-1 (T) | 1-2 (U) | 2.0 |
|         |              | 1/8   | Vlag van Engeland  | Southampton FC | 3-9         | 2-5 (T) | 1-4 (U) | 0.0 |

Totaal aantal punten voor UEFA coëfficiënten: 2.0
Zie ook
- Deelnemers UEFA-toernooien Noord-Ierland
- Ranglijst van alle clubs die in de diverse Europa Cups zijn uitgekomen